# Cochlefelis
Cochlefelis — рід риб з родини Арієві ряду сомоподібних. Має 3 види.

## Опис
Загальна довжина представників цього роду коливається від 24 до 60 см. Голова помірного розміру, морда витягнута, загострена. Є 3 пари вусиків, 2 з яких є довгими й знаходяться на нижній щелепі. Очі невеличкі. Тулуб масивний, широкий. Спинний плавець високо піднято, з короткою основою, 5-6 променями. Грудні плавці помірно довгі. Жировий плавець не дуже маленький у порівняні з іншими родами. Анальний плавець великий і довгий. Хвостовий плавець великий, з великою виїмкою.
Забарвлення верхньої частини боків та спини світло-коричневе, сіре або чорнувате з цяточками. Нижня частина й черево кремового, сріблястого, білуватого кольору.

## Спосіб життя
Це прісноводні та солоноводні соми. Солоноводні види воліють мангрових передгирлових ділянок річок, прісноводні — річкових потоків з повільною течією і каламутною водою. Живляться ракоподібними і молюсками.

## Розповсюдження
Мешкають в Австралії, Папуа-Нової Гвінеї, М'янмі і Таїланді.

## Види
- Cochlefelis danielsi
- Cochlefelis insidiator
- Cochlefelis spatula